# آکایو، یاماگاتا
آکایو، یاماگاتا (به لاتین: Akayu) یک منطقهٔ مسکونی در ژاپن است که در (Tōhoku region واقع شده‌است. آکایو ۱۲٬۸۶۰ نفر جمعیت دارد.